# Yukio Sawada
Yukio Sawada (沢田ユキオ?; Osaka, 1953) è un fumettista giapponese, noto per essere l'autore del manga Super Mario-kun (1991), ispirato alle avventure di Mario.